# Halte Hoorn Koepoortsweg
De halte Hoorn Koepoortsweg was van 1972 tot mei 1983 het vertrekpunt van de Museumstoomtram Hoorn-Medemblik in Hoorn. Doordat de halte slecht toegankelijk was met autobussen en er weinig parkeergelegenheid was, alsmede een te korte perronlengte, werd in 1982 besloten om de startplaats te verleggen naar het treinstation van Hoorn.
0: Tramstation Hoorn ·
1: Hoorn Koepoortsweg ·
2: Westerblokker ·
4: Zwaag ·
5: Zwaagdijk ·
6: Wognum-Nibbixwoud ·
7: Wijzend ·
9: Benningbroek-Sijbekarspel ·
10: Abbekerk-Lambertschaag ·
14: Midwoud-Oostwoud ·
16: Twisk ·
18: Opperdoes ·
19: Opperdoes Oosteinde ·
20: Medemblik
Alkmaar ·
-Noord ·
Amsterdam:
-Amstel ·
-ArenA ·
-Bijlmer ArenA · 
-Centraal ·
-Holendrecht ·
-Lelylaan ·
-Muiderpoort ·
-RAI ·
-Science Park ·
-Sloterdijk ·
-Zuid ·
Anna Paulowna ·
Beverwijk ·
Bloemendaal ·
Bovenkarspel:
-Flora ·
-Grootebroek ·
Bussum Zuid ·
Castricum ·
Den Helder ·
-Zuid ·
Diemen ·
-Zuid ·
Driehuis ·
Duivendrecht ·
Enkhuizen ·
Haarlem ·
-Spaarnwoude ·
Halfweg-Zwanenburg ·
Heemskerk ·
Heemstede-Aerdenhout ·
Heerhugowaard ·
Heiloo ·
Hilversum ·
-Media Park ·
-Sportpark ·
Hollandsche Rading ·
Hoofddorp ·
Hoogkarspel ·
Hoorn ·
-Kersenboogerd ·
Koog aan de Zaan ·
Krommenie-Assendelft ·
Naarden-Bussum ·
Nieuw Vennep ·
Obdam ·
Overveen ·
Purmerend ·
-Overwhere ·
-Weidevenne ·
Santpoort:
-Noord ·
-Zuid ·
Schagen ·
Schiphol Airport ·
Uitgeest ·
Weesp ·
Wormerveer ·
Zaandam ·
-Kogerveld ·
Zaandijk Zaanse Schans ·
Zandvoort aan Zee
Stations van de Museumstoomtram Hoorn-Medemblik:
Tramstation Hoorn · 
Zwaag ·
Wognum-Nibbixwoud ·
Twisk ·
Opperdoes ·
Medemblik
Voormalige stations: zie de lijst van voormalige spoorwegstations in Noord-Holland